# Dasos Machaira
Dasos Machaira este o arie protejată (sit de importanță comunitară — SCI, arie de protecție specială avifaunistică — SPA) din Cipru întinsă pe o suprafață de 4.428,09 ha, integral pe uscat.

## Localizare
Centrul sitului Dasos Machaira este situat la coordonatele 34°55′35″N 33°12′50″E / 34.9264°N 33.2139°E.

## Înființare
Situl Dasos Machaira a fost declarat arie de protecție specială avifaunistică în decembrie 2002.

## Biodiversitate
Situată în ecoregiunea mediteraneană, aria protejată conține 13 habitate naturale: Râuri mediteraneene cu debit intermitent, cu specii de Paspalo-Agrostidion, Tufărișuri termo-mediteraneene și de pre-deșert, Sarcopoterium spinosum phryganas, Pseudostepă cu ierburi și specii anuale de Thero-Brachypodietea, Grohotișuri est-mediteraneene, Pante stâncoase silicioase cu vegetație casmofită, Peșteri inaccesibile publicului, Păduri de Cupressus (Acero-Cupression), Păduri de Platanus orientalis și Liquidambar orientalis (Platanion orientalis), Galerii și tufărișuri riverane sudice (Nerio-Tamaricetea și Securinegion tinctoriae), Păduri de Olea și Ceratonia, Tufărișuri și vegetație forestieră joasă cu Quercus alnifolia, Păduri de pin mediteraneene cu pini mezogeni endemici.
La baza desemnării sitului se află mai multe specii protejate:
- plante (2): Crocus cyprius, Crocus hartmannianus
- păsări (72): uliu porumbar (Accipiter gentilis), uliu păsărar (Accipiter nisus), lăstunul mare (Apus apus), Apus pallidus, Aquila fasciata, ciuf-de-pădure (Asio otus), șorecarul comun (Buteo buteo), șorecar mare (Buteo rufinus), caprimulg (Caprimulgus europaeus), rândunică roșcată (Cecropis daurica), Certhia brachydactyla dorotheae, Clamator glandarius, botgros (Coccothraustes coccothraustes), cuc (Cuculus canorus), lăstun de casă (Delichon urbicum), Emberiza caesia, presură sură (Emberiza calandra), Emberiza melanocephala, măcăleandru (Erithacus rubecula), Falco eleonorae, șoim călător (Falco peregrinus), muscar negru (Ficedula hypoleuca), cinteză (Fringilla coelebs), Fringilla montifringilla, rândunică (Hirundo rustica), Iduna pallida, capîntortură (Jynx torquilla), sfrâncioc roșiatic (Lanius collurio), Lanius nubicus, sfrâncioc cu cap roșu (Lanius senator), ciocârlie de pădure (Lullula arborea), privighetoare (Luscinia megarhynchos), prigoare (Merops apiaster), mierlă de piatră (Monticola saxatilis), mierlă albastră (Monticola solitarius), muscar sur (Muscicapa striata), Oenanthe cypriaca, pietrar mediteranean (Oenanthe hispanica), Oenanthe isabellina, pietrar sur (Oenanthe oenanthe), grangur (Oriolus oriolus), Periparus ater cypriotes, viespar (Pernis apivorus), codroș de munte (Phoenicurus ochruros), codroșul de pădure (Phoenicurus phoenicurus), pitulice de munte (Phylloscopus bonelli), pitulice de munte (Phylloscopus collybita), pitulice sfârâitoare (Phylloscopus sibilatrix), pitulice-fluierătoare (Phylloscopus trochilus), brumăriță de pădure (Prunella modularis), aușel cu cap galben (Regulus regulus), mărăcinar (Saxicola rubetra), sitar de pădure (Scolopax rusticola), scatiu (Spinus spinus), turturică (Streptopelia turtur), silvie cu cap negru (Sylvia atricapilla), silvie de zăvoi (Sylvia borin), silvie roșcată (Sylvia cantillans), silvie de câmp (Sylvia communis), silvie-mică (Sylvia curruca), Sylvia hortensis, silvie mediteraneană (Sylvia melanocephala), Sylvia melanothorax, Sylvia ruppeli, sturzul viilor (Turdus iliacus), mierlă (Turdus merula), sturz-cântător (Turdus philomelos), sturz (Turdus pilaris), mierlă gulerată (Turdus torquatus), sturzul de vâsc (Turdus viscivorus), strigă (Tyto alba), pupăză (Upupa epops)
- mamifere (4): liliac cu aripi lungi (Miniopterus schreibersii), liliacul cu potcoavă a lui blasius (Rhinolophus blasii), liliacul mare cu potcoavă (Rhinolophus ferrumequinum), liliacul mic cu potcoavă (Rhinolophus hipposideros)
- reptile (2): Coluber cypriensis, Natrix natrix cypriaca

Pe lângă speciile protejate, pe teritoriul sitului au mai fost identificate 2 specii de plante, 14 specii de păsări, 2 specii de amfibieni, 3 specii de mamifere, 3 specii de nevertebrate, 9 specii de reptile.